# USAトゥデイ・マイナーリーグ年間最優秀選手賞
USAトゥデイ・マイナーリーグ年間最優秀選手賞（USA Today Minor League Player of the Year Award）は、アメリカ合衆国の全米向け新聞であるUSAトゥデイが選出する、最も活躍したマイナーリーグの選手に贈られる賞である。1988年に創設された。

## 歴代受賞者
- 1988年 - マイク・ハーキー （投手）
- 1989年 - トッド・ジール （捕手/一塁手/三塁手）
- 1990年 - ティノ・マルティネス（一塁手)
- 1991年 - マーク・ウォーラーズ（投手）
- 1992年 - カルロス・デルガド（一塁手）
- 1993年 - クリフ・フロイド（外野手）
- 1994年 - ビリー・アシュリー（外野手）
- 1995年 - アンドリュー・ジョーンズ（外野手）
- 1996年 - アンドリュー・ジョーンズ（外野手）: 2回目
- 1997年 - ベン・グリーブ（外野手）
- 1998年 - ゲーブ・キャプラー（外野手）
- 1999年 - リック・アンキール（投手）
- 2000年 - ジョシュ・ハミルトン（外野手）
- 2001年 - ジョシュ・ベケット（投手）
- 2002年 - ホセ・レイエス（遊撃手）
- 2003年 - プリンス・フィルダー（一塁手）
- 2004年 - ジェフ・フランシス（投手）
- 2005年 - フランシスコ・リリアーノ（投手）
- 2006年 - マット・ガーザ（投手）[1]
- 2007年 - ジャスティン・アップトン（外野手）
- 2008年 - デビッド・プライス（投手）
- 2009年 - ジェイソン・ヘイワード（外野手）
- 2010年 - ジェレミー・ヘリクソン（投手）
- 2011年 - ポール・ゴールドシュミット（一塁手）
- 2012年 - ウィル・マイヤーズ（外野手）
- 2013年 - ザンダー・ボガーツ（遊撃手）
- 2014年 - クリス・ブライアント（三塁手）
- 2015年 - ブレイク・スネル（投手）
- 2016年 - アレックス・ブレグマン（遊撃手）
- 2017年 - ロナルド・アクーニャ・ジュニア（外野手）
- 2018年 - ブラディミール・ゲレーロ・ジュニア（三塁手）
- 2019年 - ルイス・ロバート（外野手）[2]
- 2020年 - マイナーリーグがシーズン中止となったため選考なし
- 2021年 - ボビー・ウィット・ジュニア（遊撃手）[3]
- 2022年 - コービン・キャロル（外野手）[4]
- 2023年 - ジャクソン・ホリデイ（遊撃手）